# En Huang
En Huang (黄恩), né le 23 novembre 1988, est un coureur cycliste chinois. Il est le premier coureur cycliste chinois à avoir remporté une compétition de l’Union cycliste internationale, le Tour du Viêt Nam 2012.

## Palmarès
- 2012
  - Classement général du Tour du Viêt Nam[1]

## Classements mondiaux
| Année         | 2013 |
| ------------- | ---- |
| UCI Asia Tour | 45e  |